# Johannes Galli (Metallurg)
Johannes Galli (* 7. September 1856 in Königsberg (Preußen); † 14. Juli 1927 in Freiberg) war ein deutscher Metallurg, Eisenhüttenmann und Hochschullehrer.

## Leben

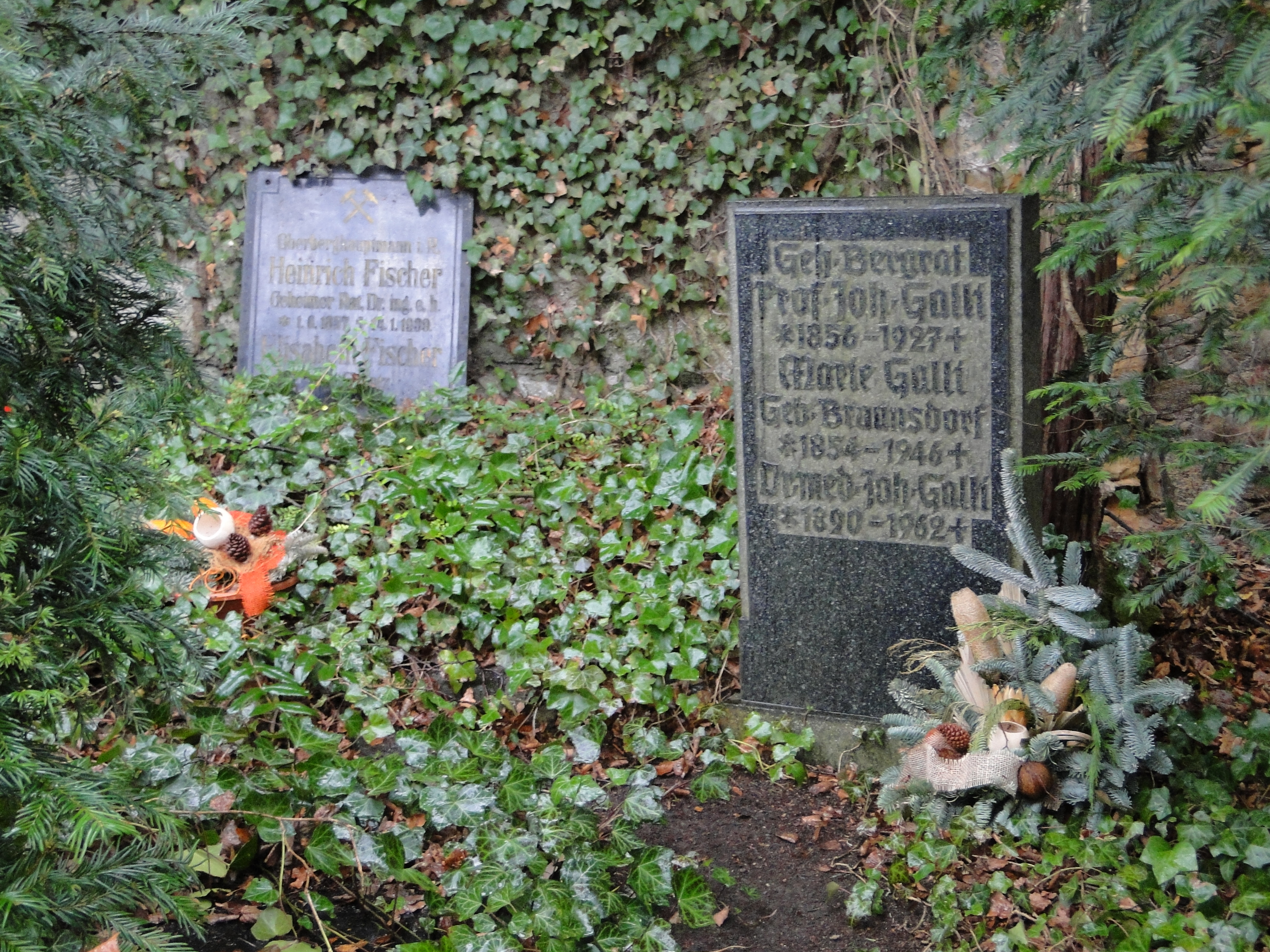
Johannes Gallis Grab in Freiberg

Johannes Galli studierte an der Bergakademie Freiberg Eisenhüttenkunde. Im Jahr 1878 wurde er dort Mitglied der freischlagenden Verbindung Vandalia, die 1918 im Corps Montania Freiberg aufging. Als Schüler von Adolf Ledebur schloss er das Studium als Diplomingenieur ab und begann zunächst eine Laufbahn in der deutschen Stahlindustrie. Im Jahr 1886 war er Beamter, die damalige Bezeichnung für einen Angestellten, im Eisenhüttenwerk Peine. Später stieg er bis zum Technischen Direktor des Annener Gussstahlwerkes auf. Aus dieser Position wurde er 1906 zum Ordinarius für Eisenhüttenkunde und mechanische Technologie und Direktor des Freiberger Eisenhütteninstituts als Nachfolger Ledeburs an die Bergakademie Freiberg berufen. Die Professur hatte er bis 1925 inne. Als Mann der Praxis legte er einen Schwerpunkt auf praxisorientierte Lehre und Forschung unter geringer Berücksichtigung der Weiterentwicklung der wissenschaftlichen Grundlagen.
Im Jahr 1907 wurde Galli zum nichtständigen Mitglied des Reichspatentamtes benannt. Von 1915 bis 1917 war er Rektor der Bergakademie Freiberg.
Galli war verheiratet mit einer Tochter von Bernhard Braunsdorf. Er verstarb 1927 in Freiberg und wurde auf dem Donatsfriedhof beigesetzt.

## Auszeichnungen
- Ernennung zum Geheimen Bergrat